# Västra Ingelstad
Västra Ingelstad – miejscowość (tätort) w Szwecji, w regionie administracyjnym (län) Skania, w gminie Vellinge.
Według danych Szwedzkiego Urzędu Statystycznego liczba ludności wyniosła: 824 (31 grudnia 2015), 1024 (31 grudnia 2018) i 1051 (31 grudnia 2019).